# Los Ángeles (Los Santos)
Los Ángeles è un comune (corregimiento) della Repubblica di Panama situato nel distretto di Los Santos, provincia di Los Santos. Si estende su una superficie di 21,9 km² e conta una popolazione di 868 abitanti (censimento 2010).